# 台8線
台8線（たいはちせん）は、台中市東勢区から花蓮県新城郷に至る台湾省道であり、別称は「中横公路」。

## 概要
- 全長：187.797Km
- 起点：台中市東勢区東勢大橋（台3線の交差地点）
- 終点：花蓮県壮囲郷太魯閣大橋（台9線の交差地点）
- 経由地：

## 歴史
| 年 | 月日 | 事跡 |
| -- | ---- | ---- |

## 通過する自治体
- 台中市
  - 東勢区 - 和平区

- 南投県
  - 仁愛郷

- 花蓮県
  - 秀林郷 - 新城郷

## 接続する道路
- 高速道路
  - 国道5号（計画中）

## 支線

### 甲線
台中市和平区のバ新を起点とし、同市同区の德基を終点とする支線である。全長16.746Km。「青山下線」の別称である。